# Wilhelm Malte I.

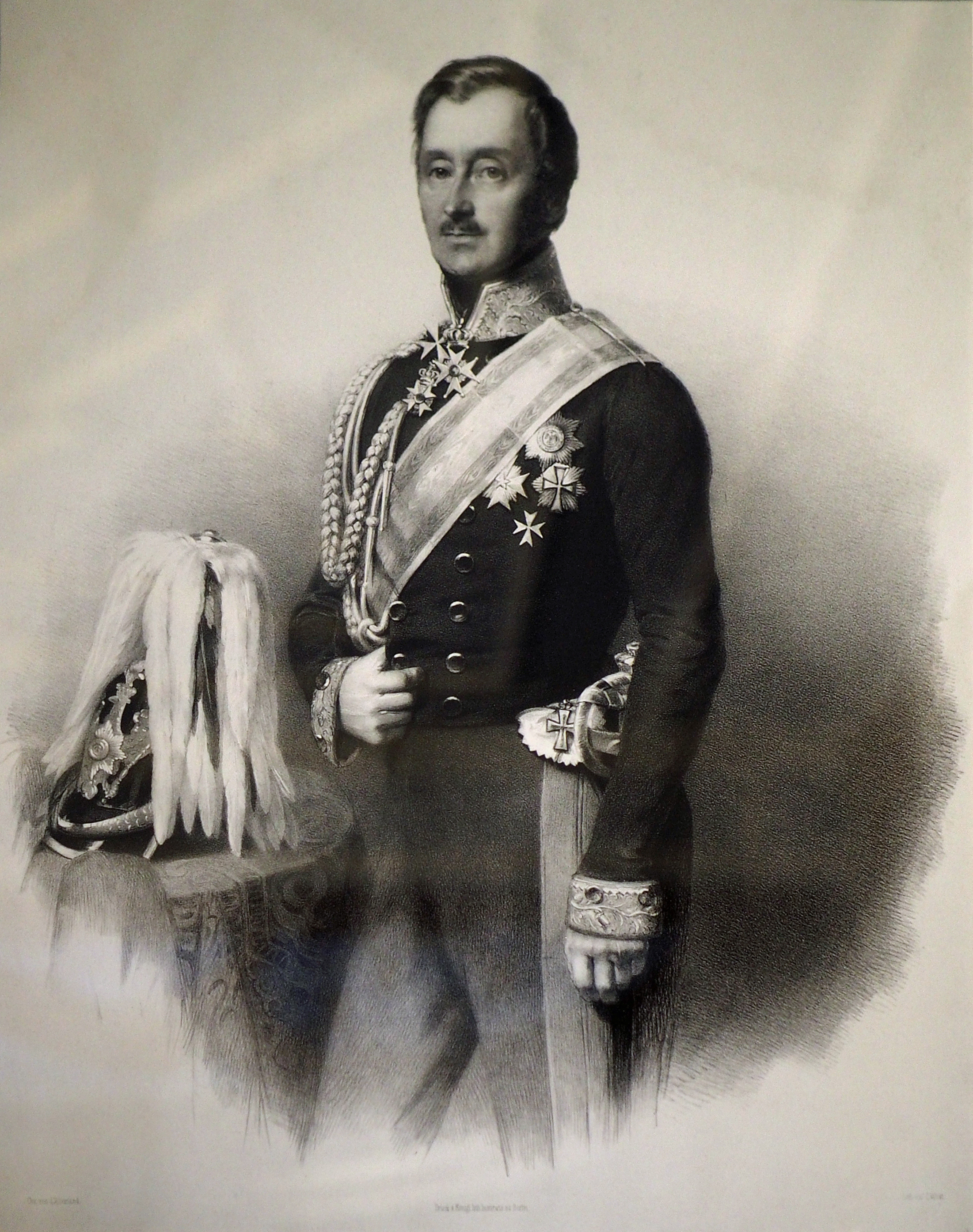
Wilhelm Malte I., Lithografie von Carl Wildt

Wilhelm Malte I., Fürst und Herr zu Putbus (* 1. August 1783 in Putbus; † 26. September 1854 ebenda) war ein deutscher Fürst aus dem alten slawisch-rügenschen Adelsgeschlecht der Herren zu Putbus. Er fungierte als schwedischer Gouverneur in Pommern und später, unter preußischer Herrschaft, als Vorsitzender des Kommunallandtags von Neuvorpommern und Rügen.
Durch umfangreiche Bautätigkeit im Stil des Klassizismus unter Berliner Prägung hat Wilhelm Malte I. in der ersten Hälfte des 19. Jahrhunderts viele Spuren auf der Insel Rügen hinterlassen. Er gründete im Jahr 1810 seine fürstliche Residenz Putbus und betrieb eine bewusste Ansiedlungspolitik für den Ort, der 150 Jahre später das Stadtrecht verliehen bekam.

## Leben

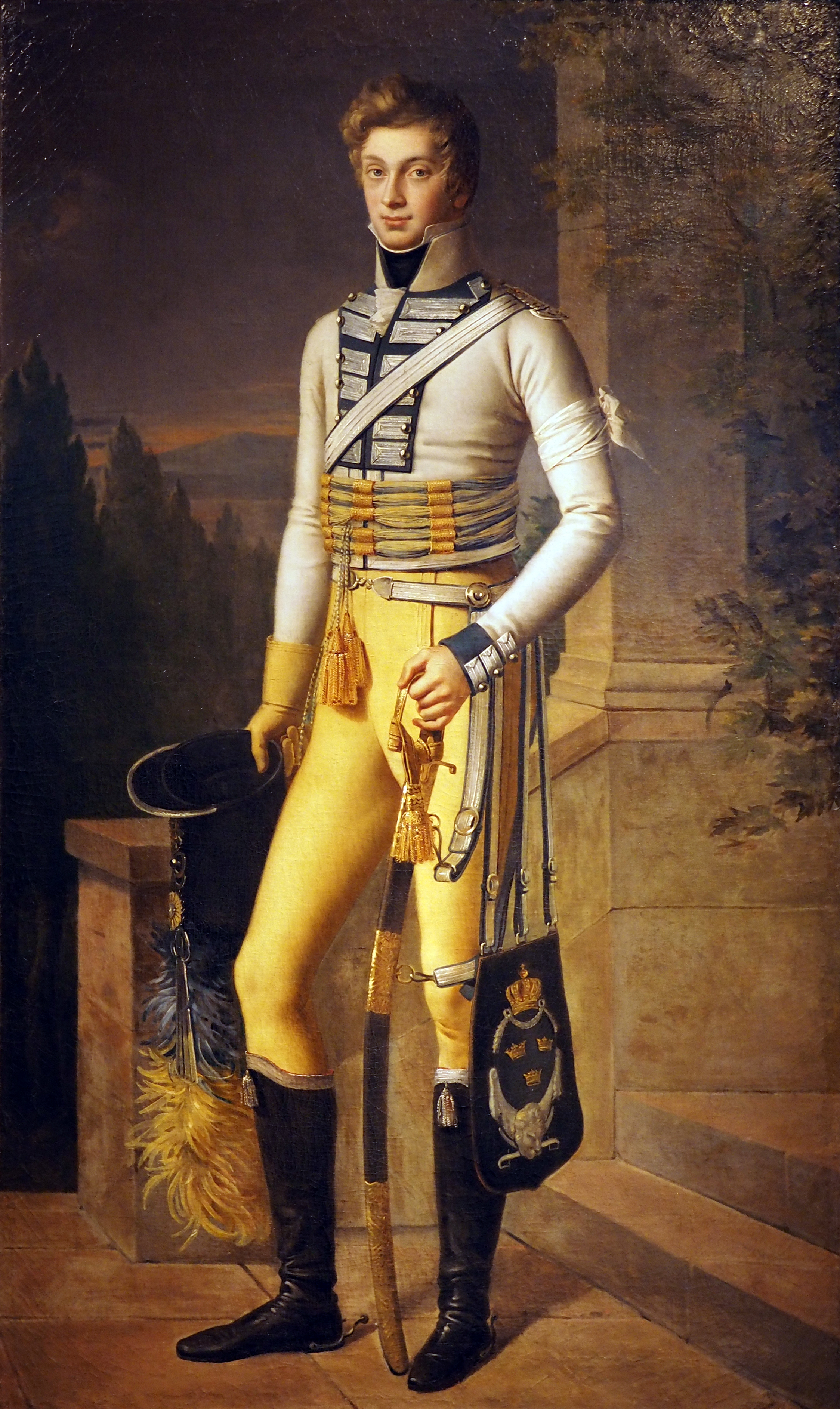
Der junge Wilhelm Malte I. in der Uniform eines schwedischen Leibhusaren

Wilhelm Malte wurde als Sohn des schwedischen Hofmarschalls Graf Malte Friedrich zu Putbus und dessen Ehefrau Sophie Wilhelmine, geborene Gräfin von der Schulenburg aus dem Hause Beetzendorf geboren, als Rügen infolge des Dreißigjährigen Krieges noch zu Schweden gehörte, als Teil von Schwedisch-Pommern. Er war erst drei Jahre alt, als sein Vater starb und ihm das Erbe zufiel und damit auch die Würde des Erblandmarschalls. Nach dem Studium an den Universitäten Greifswald und Göttingen trat er am 21. Juli 1800 in schwedische Dienste bei den Stockholmer Leibhusaren.
Nachdem er am 14. September 1802 schwedischer Kammerherr geworden war, wurde Wilhelm Malte am 25. Mai 1807 durch König Gustav IV. Adolf von Schweden in den schwedischen Fürstenstand erhoben. Der König hatte auf dem Greifswalder Landtag vom August 1806 die fortschrittliche schwedische Verfassung auch für Schwedisch-Vorpommern eingeführt und war damit auf den Widerstand des einheimischen Adels gestoßen. Mit dem jungen Wilhelm Malte zog er sich daher einen „schwedisch geprägten“ Generalgouverneur heran, der nicht zuletzt durch seinen historisch begründeten Fürstentitel zum primus inter pares der vorpommerschen Landstände werden sollte. Nach dem Ende der französischen Besatzung wurde er dann 1813 durch den regierenden schwedischen Kronprinzen Karl Johann Bernadotte zum Generalgouverneur von Schwedisch-Pommern ernannt. Damit verbunden war traditionell das Amt des Kanzlers der Universität Greifswald.
Infolge des Kieler Friedens wurde Rügen 1814 für kurze Zeit dänisch und kam 1815, nicht zuletzt durch die Mitwirkung des Fürsten, im Zuge eines Gebietstausches auf dem Wiener Kongress zu Preußen. Im Jahr 1817 bestätigte ihm daher König Friedrich Wilhelm III. den Fürstenstand auch für Preußen und ebenso die Würden eines Erblandmarschalls, Generalgouverneurs und Universitätskanzlers. Er wurde nun auch Vorsitzender des Kommunallandtags für Neuvorpommern und Rügen und erhielt eine Virilstimme im Provinziallandtag. Im gleichen Jahr erwarb er von Graf Magnus Fredrik Brahe die Herrschaft Spyker. Er behielt den Titel eines Generalgouverneurs sowie das entsprechende Gehalt, da eine Ernennung zum Regierungspräsidenten des Regierungsbezirks Stralsund einer Beschneidung seiner Befugnisse gleichgekommen wäre.

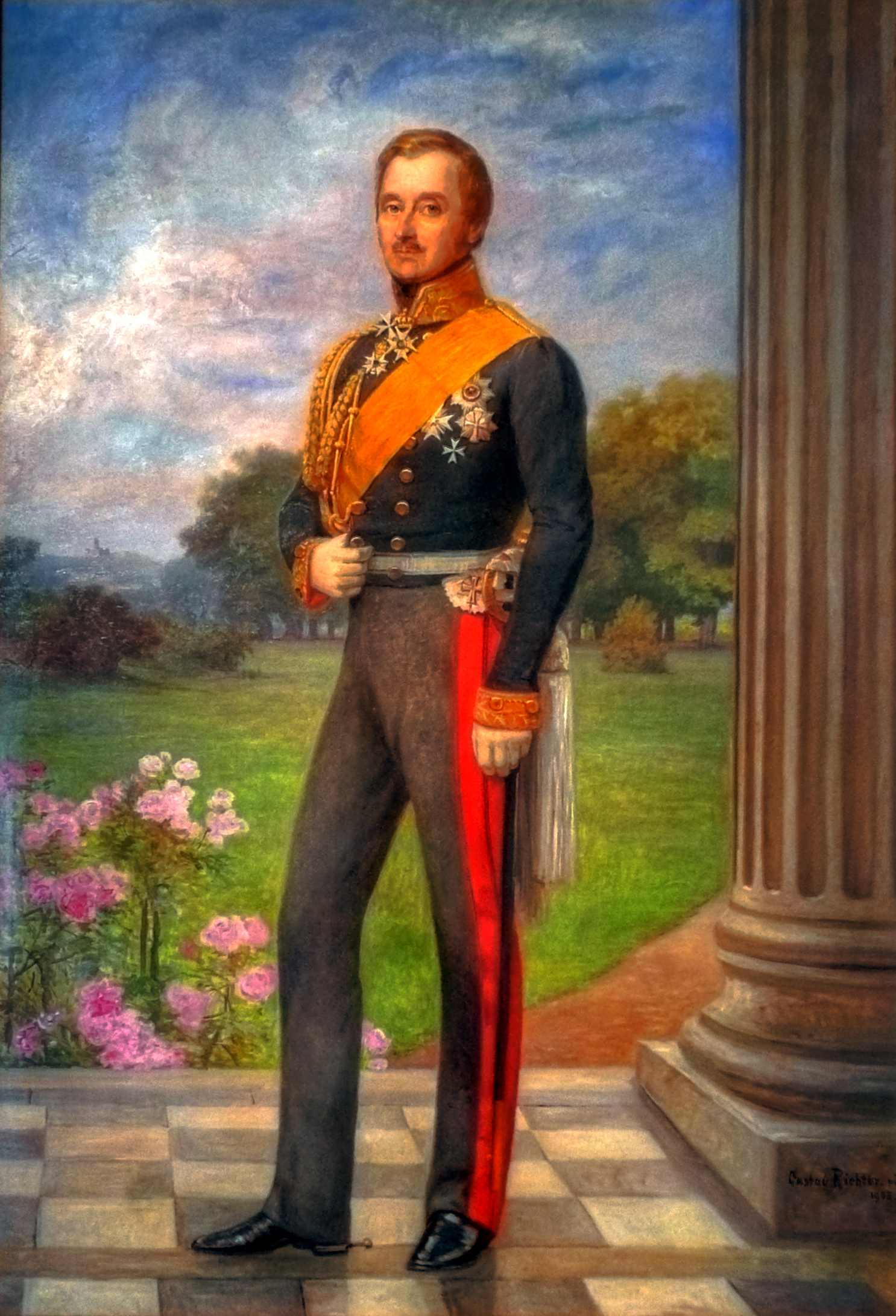
Wilhelm Malte I. zu Putbus, Ölgemälde im Jagdschloss Granitz auf Rügen

Er führte offiziell den Titel „Königlicher General-Gouverneur der Provinzial-Behörde von Neu-Vorpommern“. Er war Mitglied des Hohen Staatsrates, Kanzler der königl. Akademie zu Greifswald, er war General-Leutnant und Chef des 2. Landwehrregiments. Er war Ritter des Roten Adlerordens und des St. Johanniterordens sowie Kommandeur des königl. Schwedischen Nordstern- und des Schwertordens.
König Friedrich Wilhelm III. betraute ihn mit diplomatischen Missionen, wie der zur Krönung der britischen Königin Victoria.
Unter seiner Herrschaft gab es eine rege Bautätigkeit unter Beteiligung der preußischen Hofarchitekten Schinkel, Stüler und Steinmeyer (u. a. in Putbus die klassizistische Erneuerung des Schlosses, der Bau von Theater, Marstall, Orangerie, Circus, Schlosskirche, Pädagogium, Badehaus Goor usw.), die bis heute unübersehbare Spuren auf der Insel Rügen hinterließ, es kam zu einem kulturellen und wirtschaftlichen Aufschwung. Fürst Putbus war an Zucker- und Kreidefabriken beteiligt, ließ in Seedorf Schiffbau betreiben und gründete mit Lauterbach, benannt nach der Familie seiner Frau, das erste Seebad auf Rügen. Er ließ 655 Hektar Land mit unteilbaren Bauernstellen in Erbpacht aufsiedeln. Darüber hinaus legte er 1836 mit der Gründung des Pädagogiums Putbus, einer Lehranstalt für Jungen aus Bürgertum und Adel, den Grundstein für eine bis heute fortdauernde Aus- und Weiterbildungstradition in Putbus.
1847 gehörte er dem Ersten Vereinigten Landtag an. 1850 war er Mitglied des Staatenhauses des Erfurter Unionsparlaments. 1854 erlag der Fürst nach längerer Krankheit einem Blasenleiden. Er wurde in der Familiengruft des Hauses Putbus in der Kirche von Vilmnitz beigesetzt.

## Nachkommen

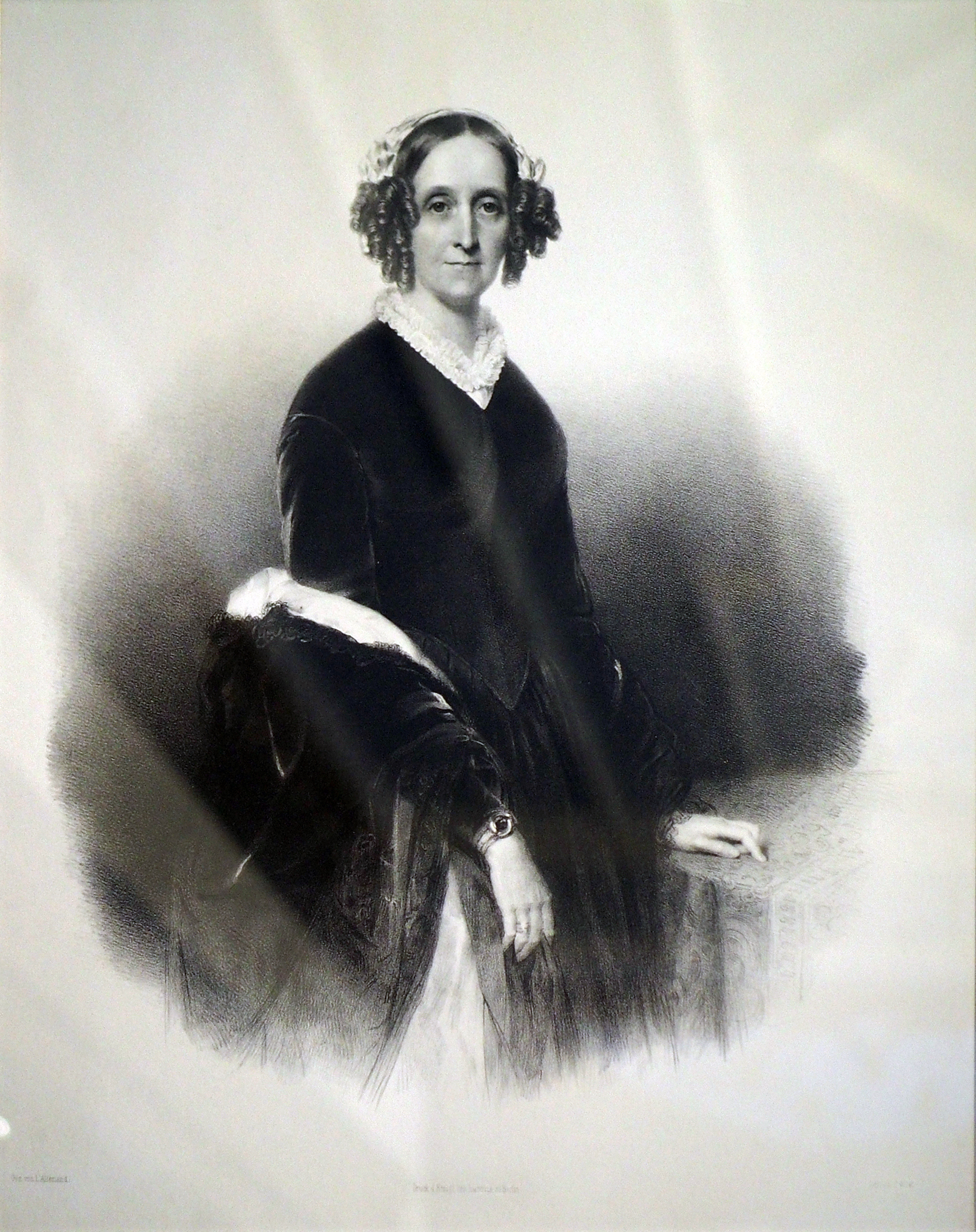
Sophie Friederike Wilhelmine Luise, Ehefrau des Fürsten, Lithografie von C. Wildt

Wilhelm Malte I. heiratete am 16. August 1806 in Frankfurt am Main Sophie Friederike Wilhelmine Luise von Lauterbach (* 7. Oktober 1784 in Frankfurt am Main; † 27. September 1860 in Putbus). Luise von Lauterbach war zuvor seit 1802 mit dem Grafen Röttger von Veltheim (1781–1848) verheiratet, von dem sie sich 1806 scheiden ließ, um Wilhelm Malte I. heiraten zu können. Aus ihrer ersten Ehe stammte die Tochter Ottonie von Veltheim (* 28. Juli 1805; später verheiratet mit Otto August Freiherr von Veltheim). Fürstin Luises erster Mann war ein namhafter Hippologe, der sich 1808 mit Charlotte Antonie Friederike von Bülow wieder vermählte. Als jene 1848 verstarb, erschoss er sich noch am selben Tag.
Wilhelm Malte I. und Luise von Lauterbach hatten neben dem erstgeborenen Sohn Malte (* 16. September 1807; † 28. April 1837) die Töchter Gräfin Clothilde zu Putbus (* 25. April 1809; † 19. Oktober 1894), verheiratet mit Graf Hermann Friedrich von Wylich und Lottum (1796–1849), und Gräfin Asta Luise zu Putbus (* 1812; † 1850). Sie heiratete Franz Georg Albert Carl von Veltheim (1812–1874).
Mit Wilhelm Malte I. starb das Haus Putbus wegen des frühen Todes seines einzigen Sohnes Malte im nachfolgeberechtigten Mannesstamm aus. Nachfolgeberechtigt deshalb, da sein Sohn durchaus einen natürlichen Sohn hinterließ: Carl August Malte Baison, der aber als Adoptivsohn seiner Großmutter, Fürstin Luise zu Putbus, 1854 eine königlich preußische Adelslegitimation erhielt und fortan immerhin ihren adligen Geburtsnamen von Lauterbach führen durfte.
Fürstentitel und Majoratsbesitz gingen an Wilhelm Maltes Enkel Wilhelm Carl Gustav Malte, Graf von Wylich und Lottum (* 16. April 1833; † 18. April 1907), Sohn seiner ältesten Tochter Clothilde über, der mit königlicher Bestätigung den Namen Wilhelm Malte II., Fürst und Herr zu Putbus annahm.

## Bilder der fürstlichen Bauten auf Rügen

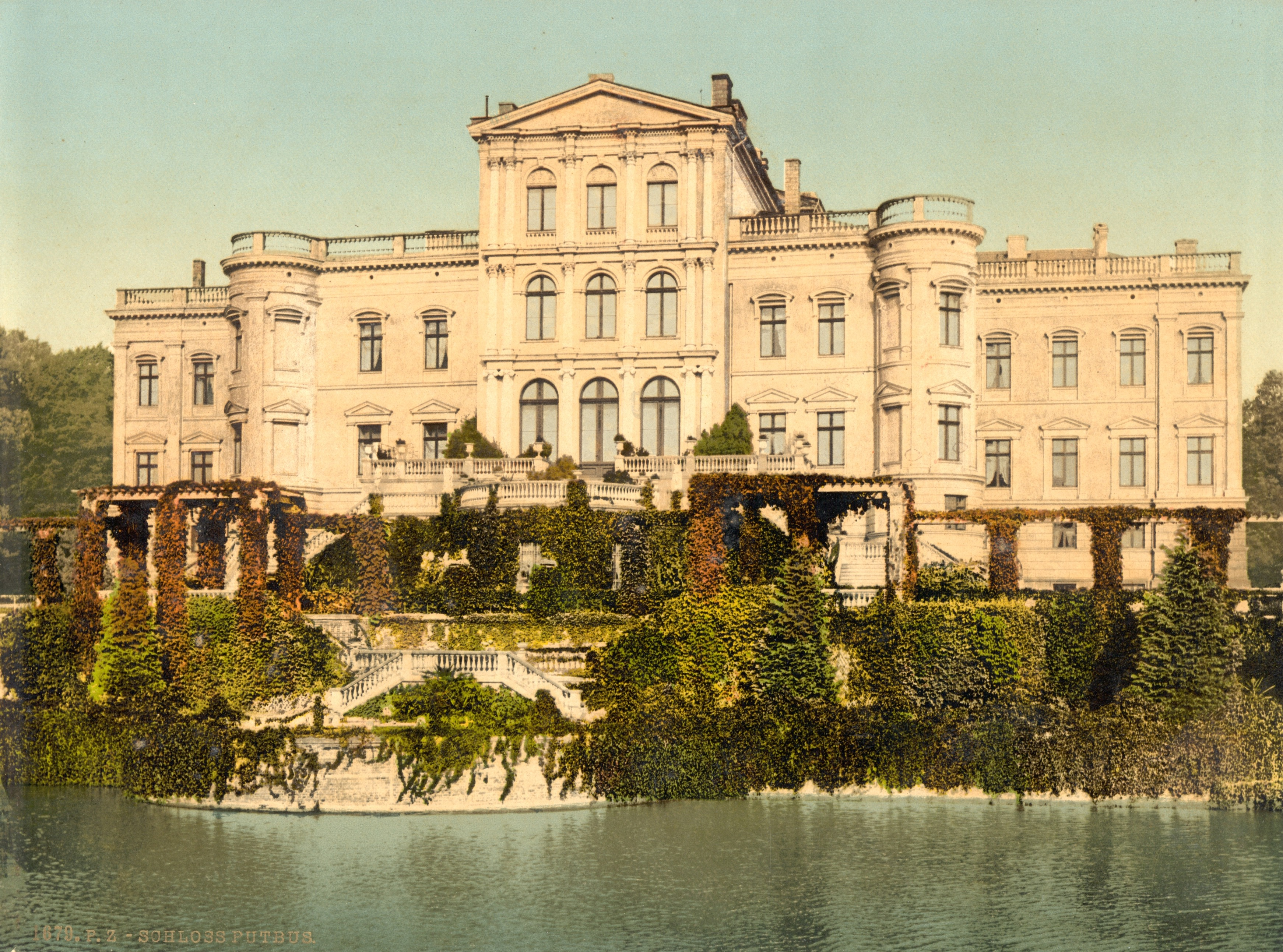
Schloss Putbus, 1962 gesprengt, 1964 abgetragen
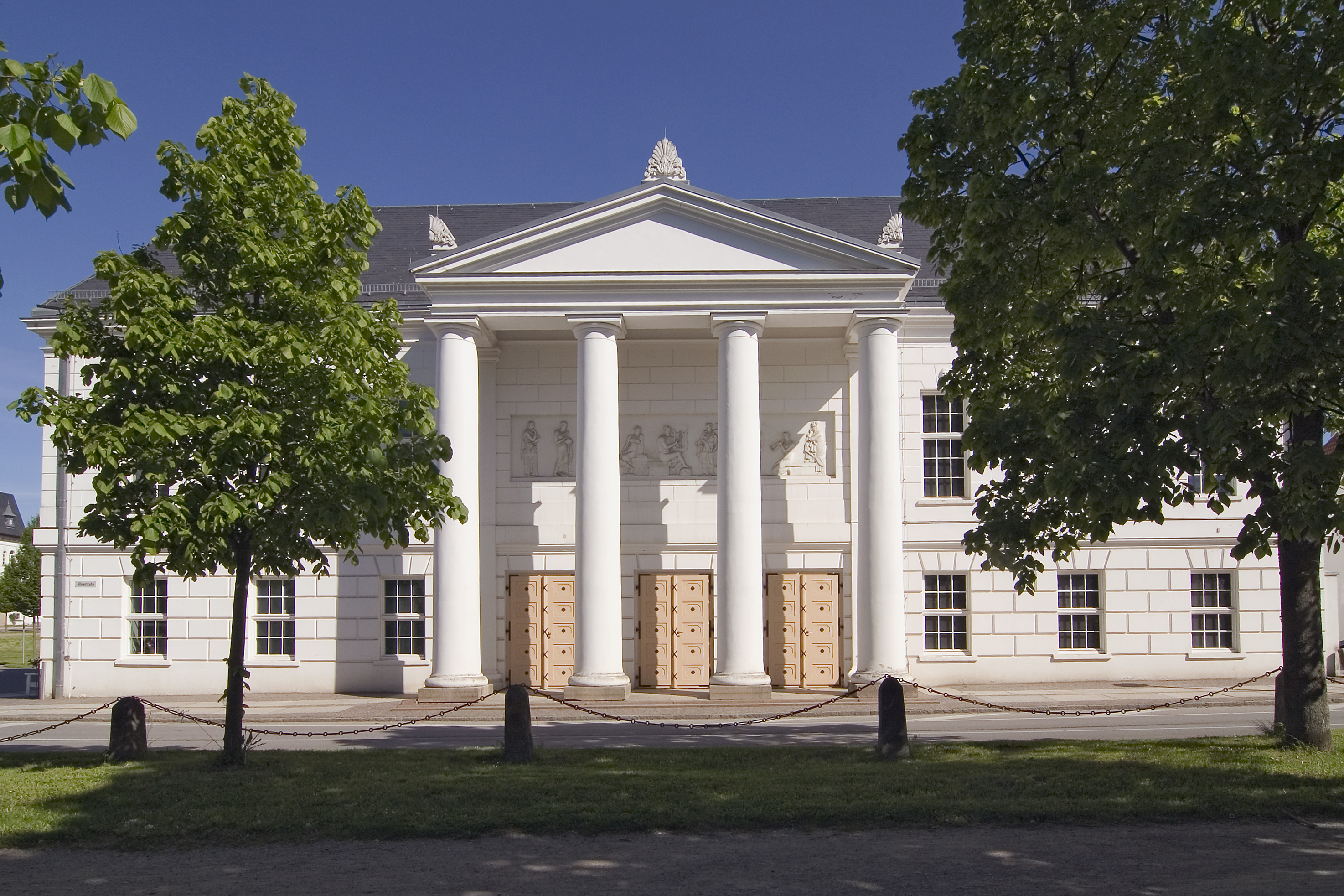
Theater in Putbus
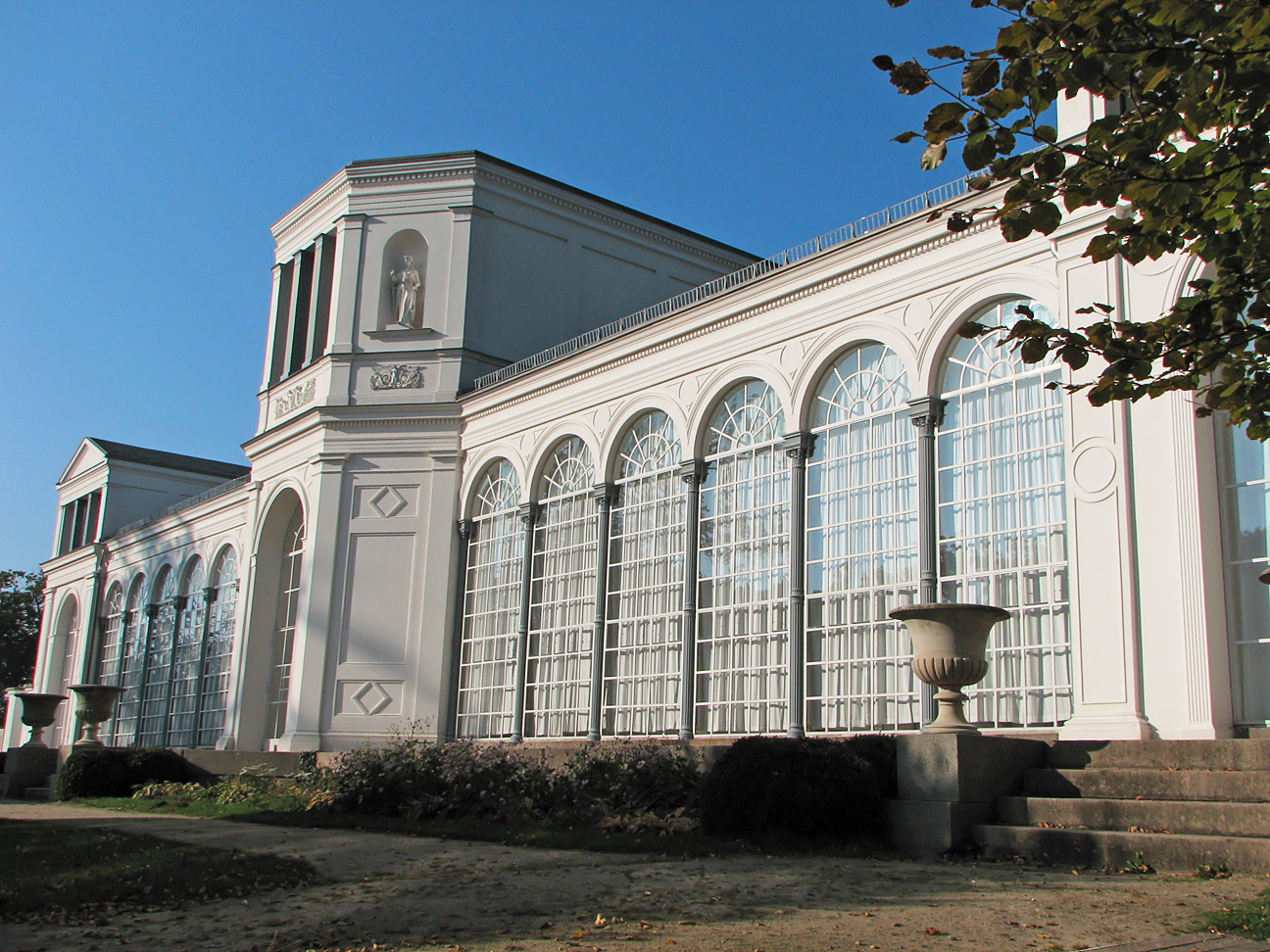
Orangerie in Putbus
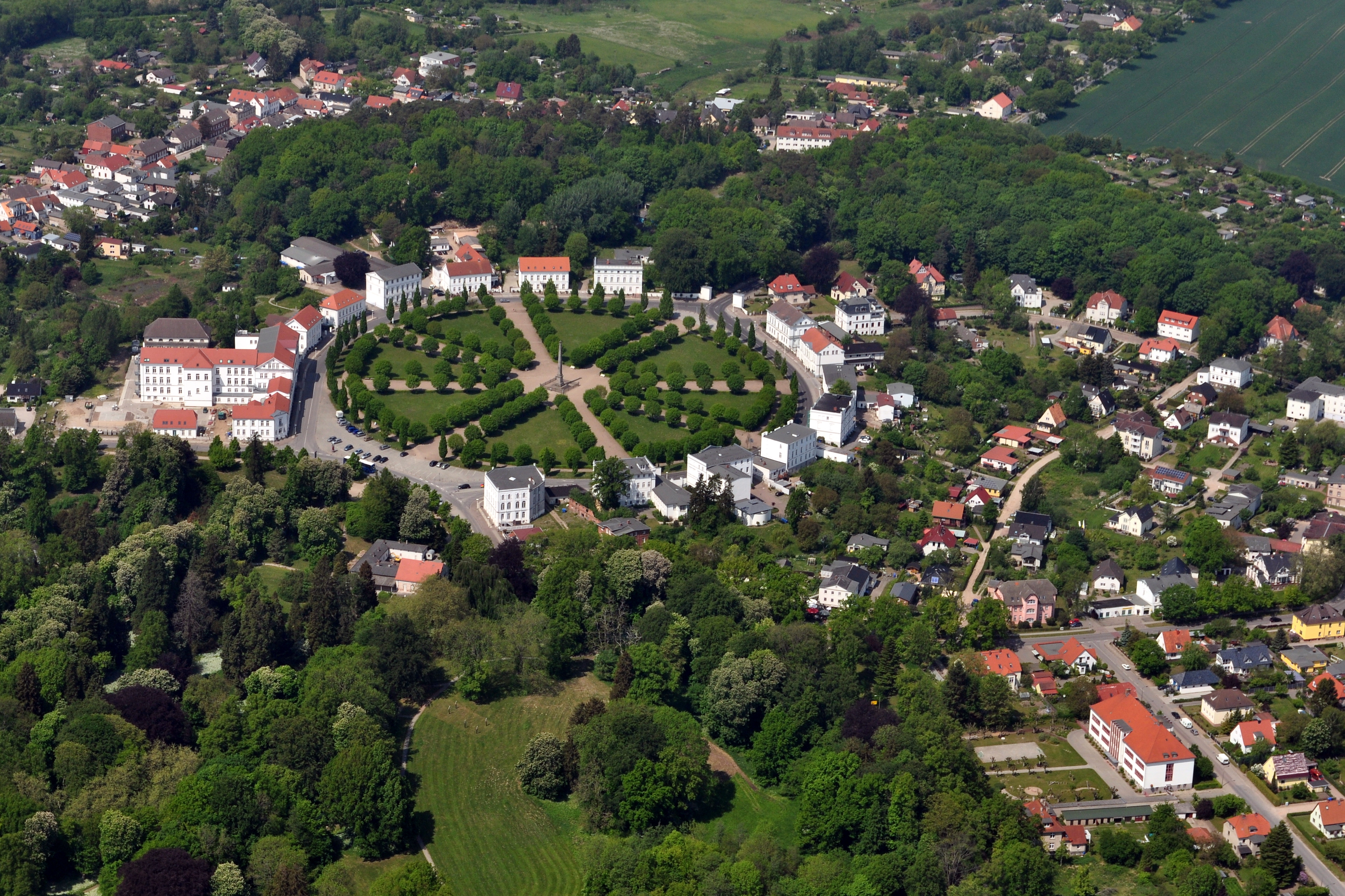
Circus in Putbus
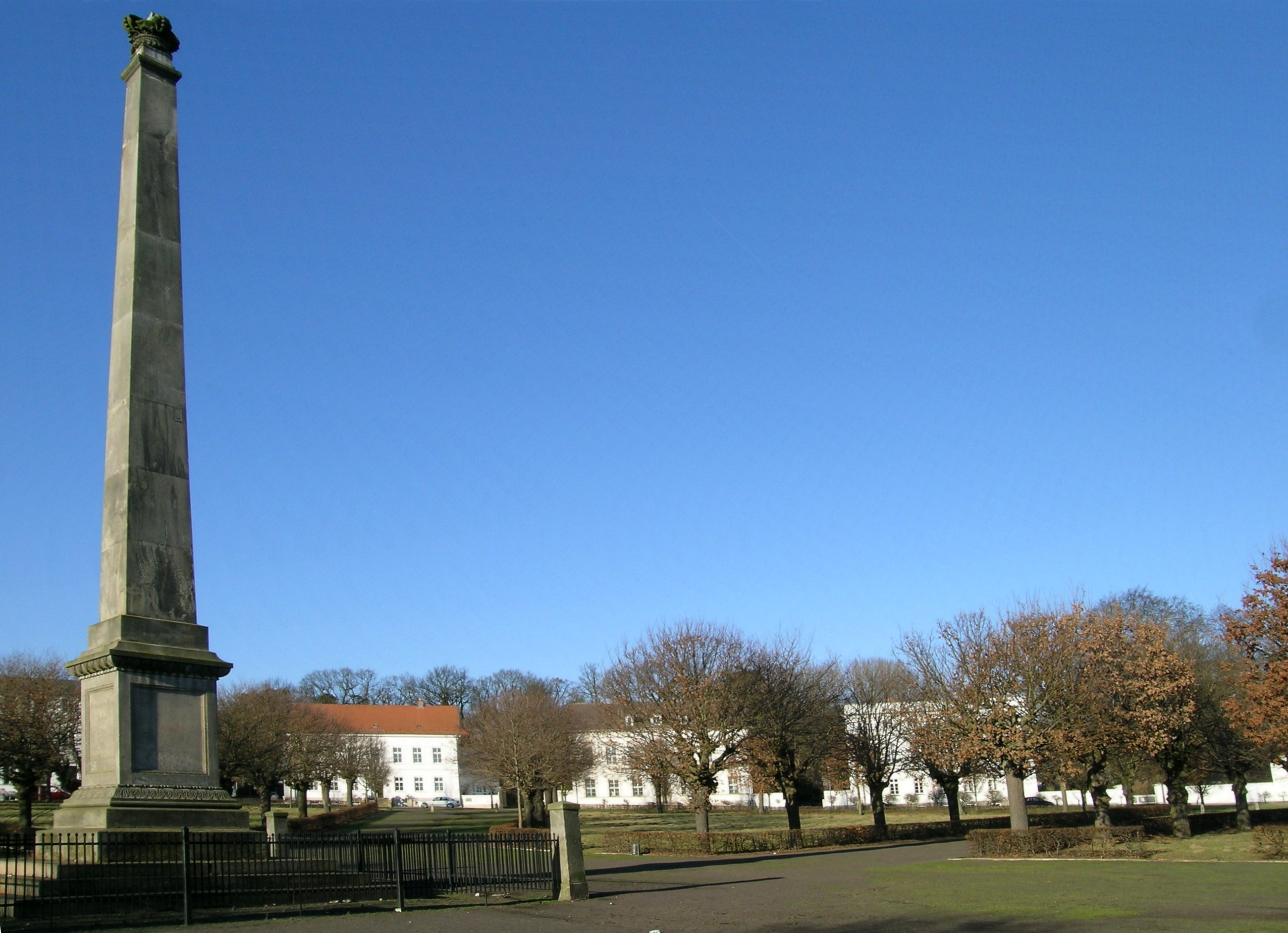
Obelisk auf dem Circus
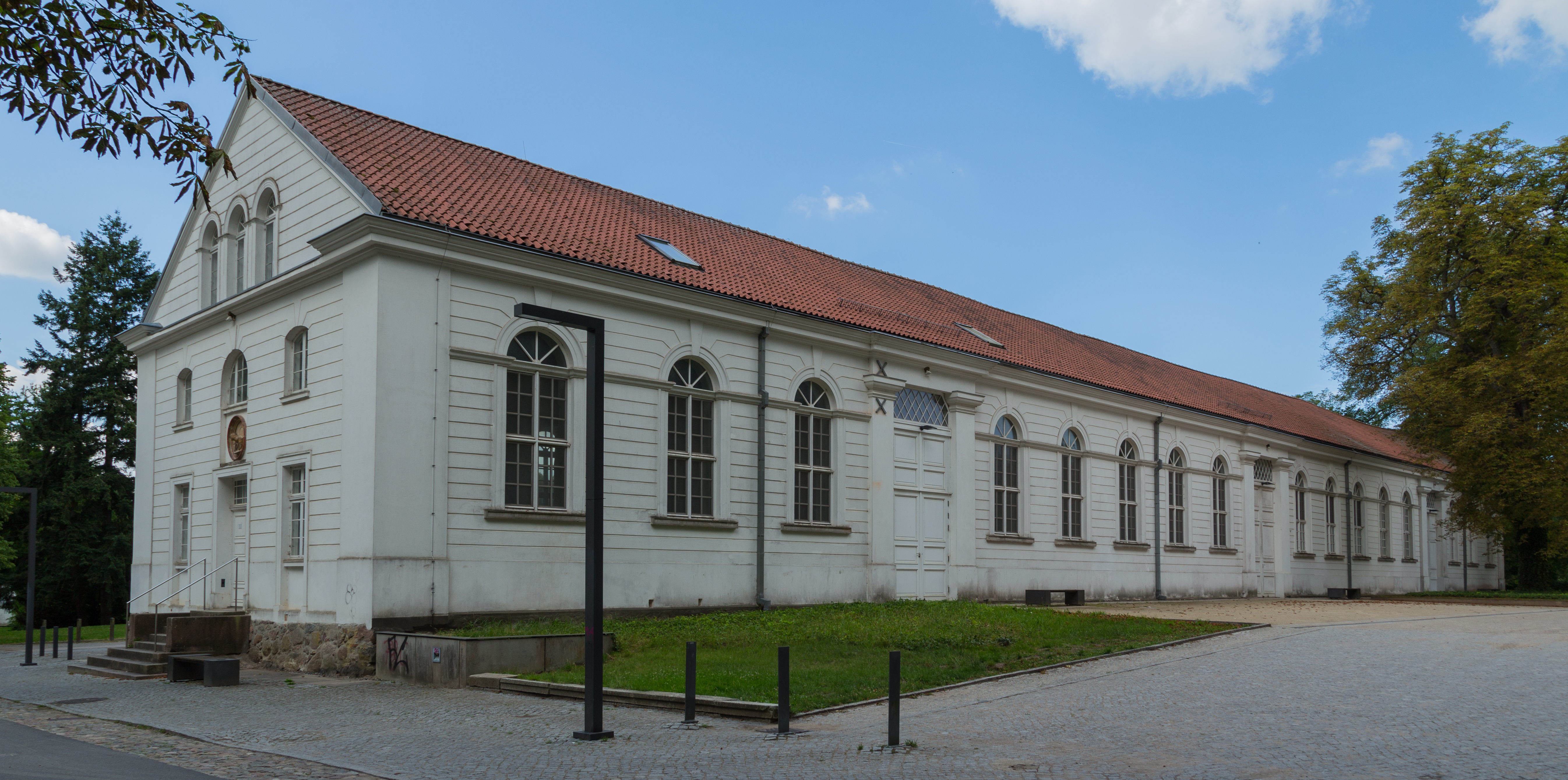
Marstall in Putbus
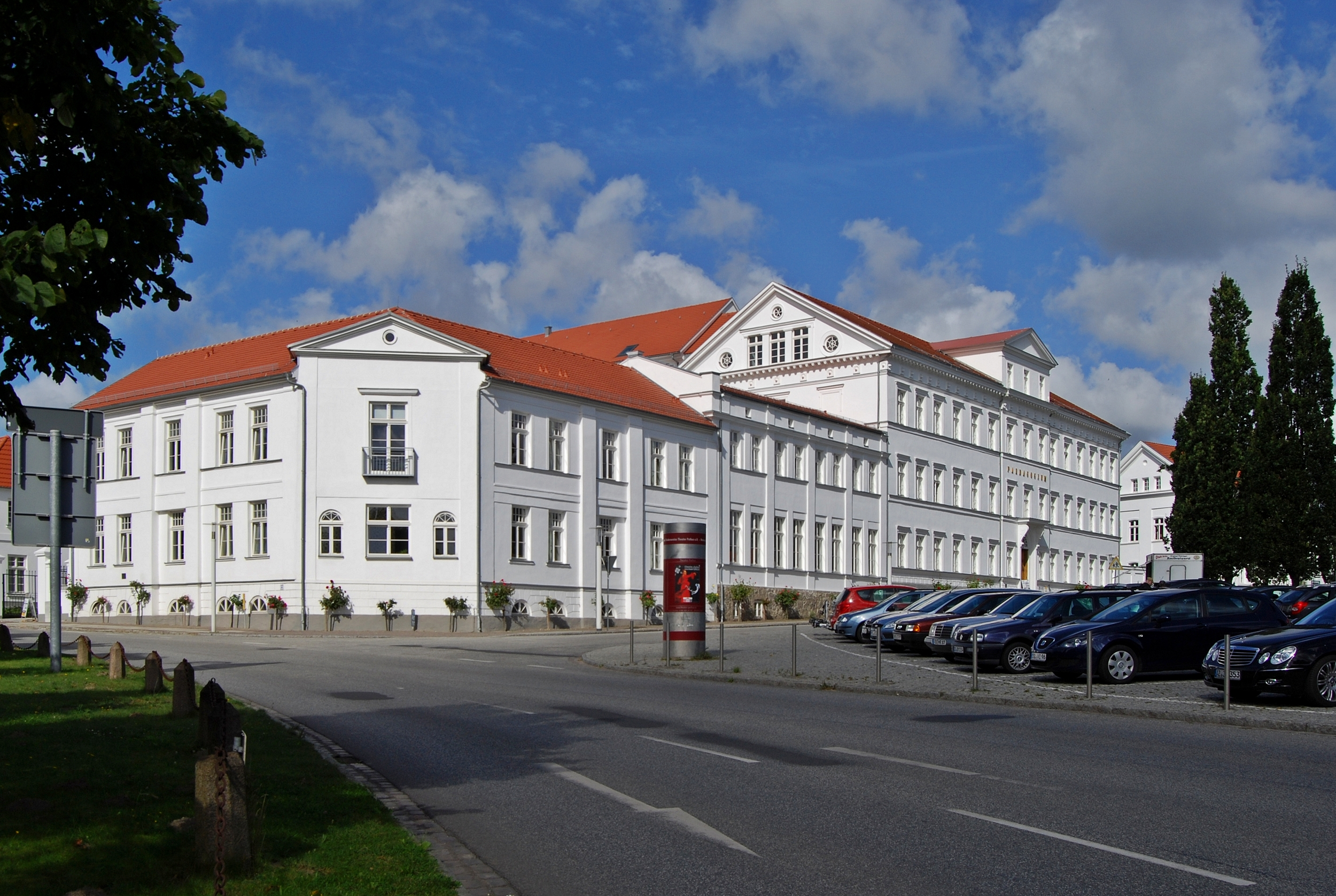
Pädagogium in Putbus
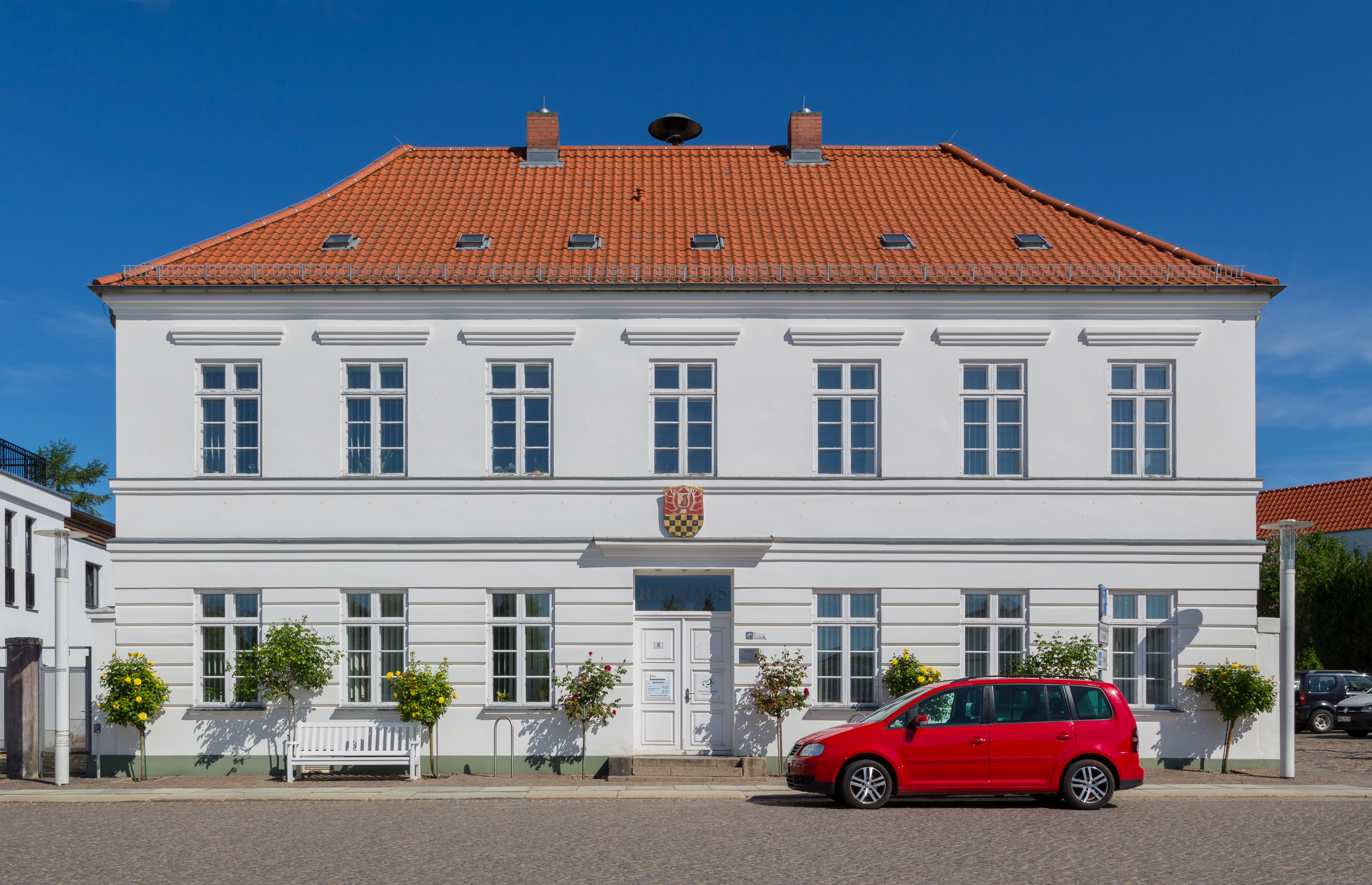
Rathaus in Putbus
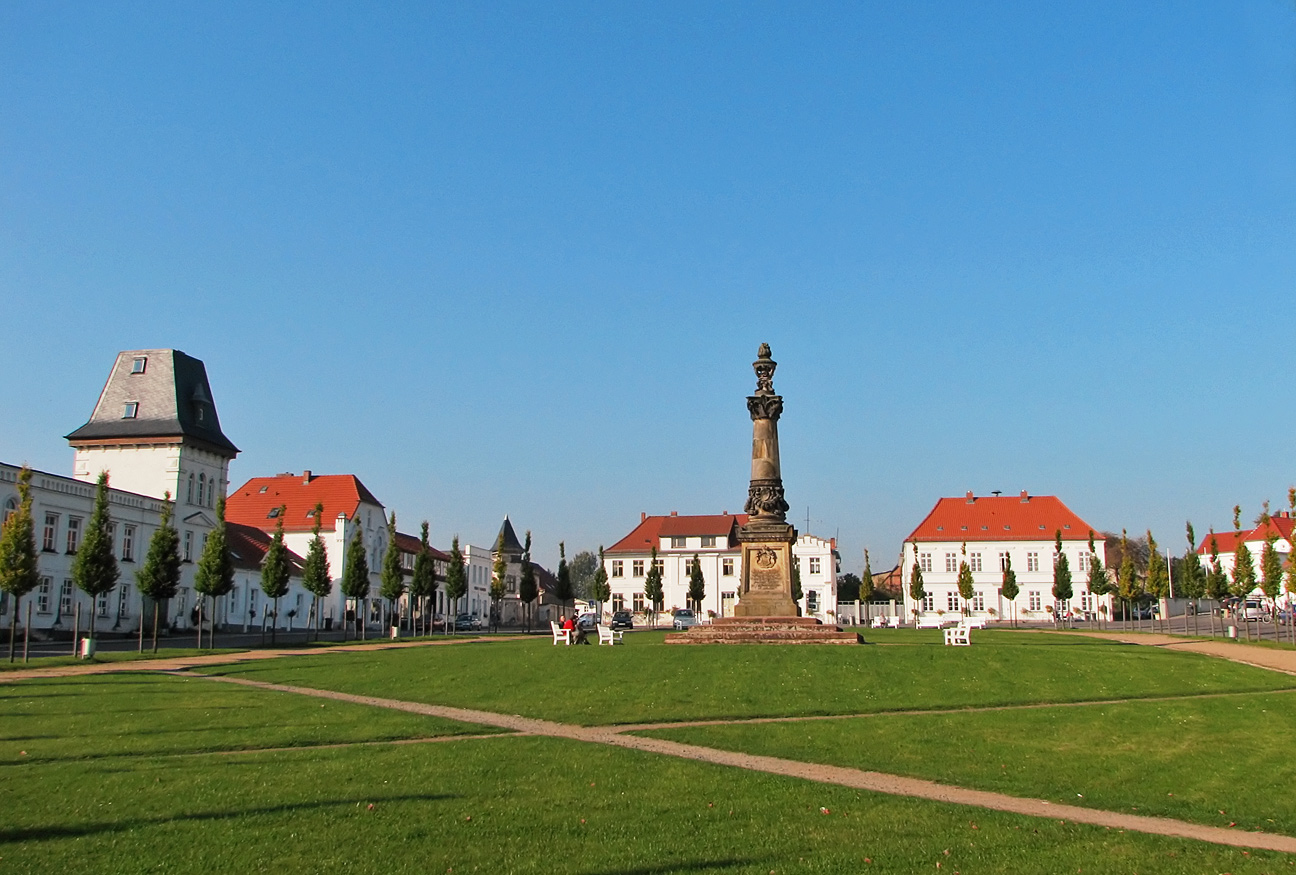
Markt in Putbus
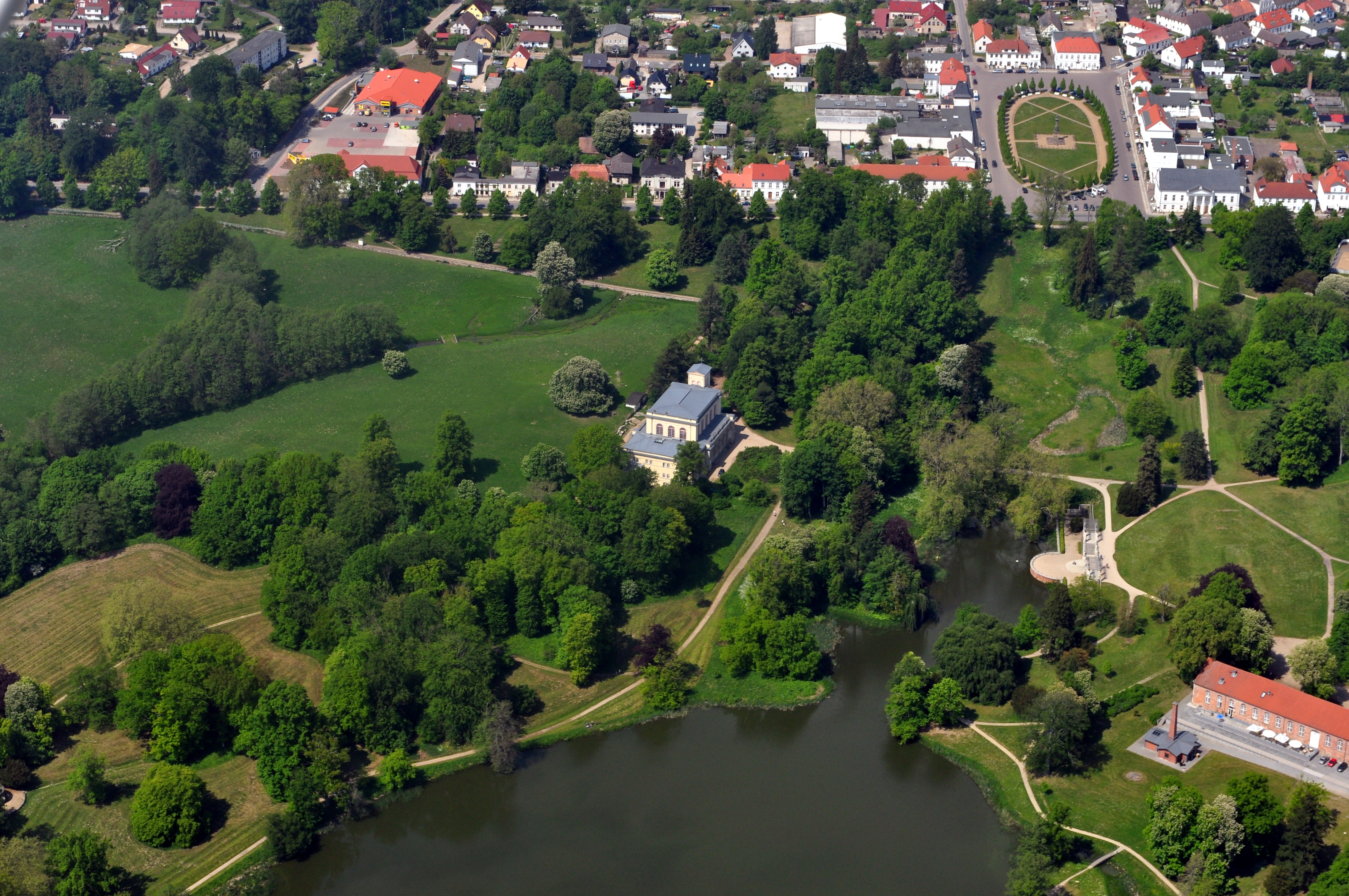
Schlosspark in Putbus
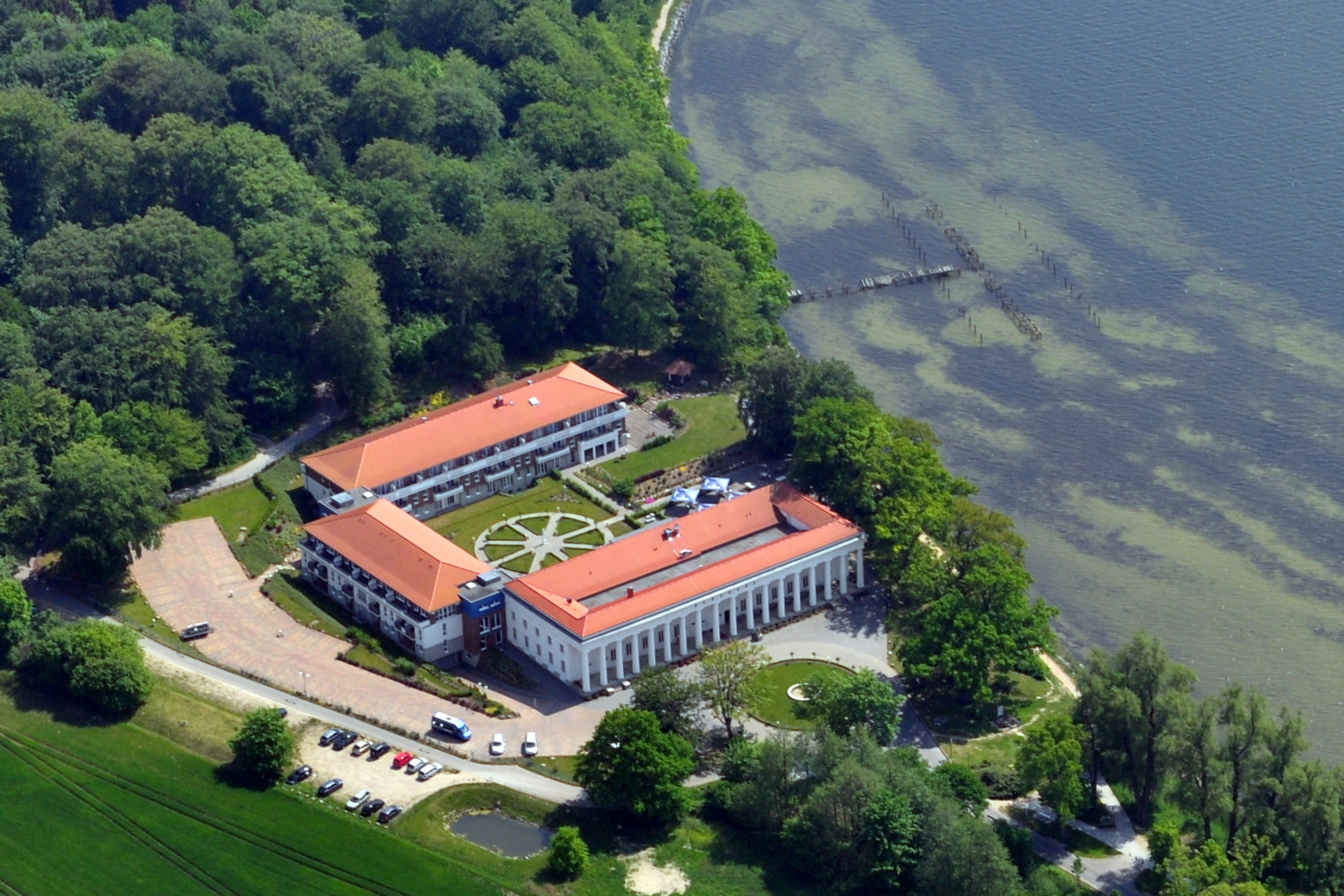
Badehaus in Goor
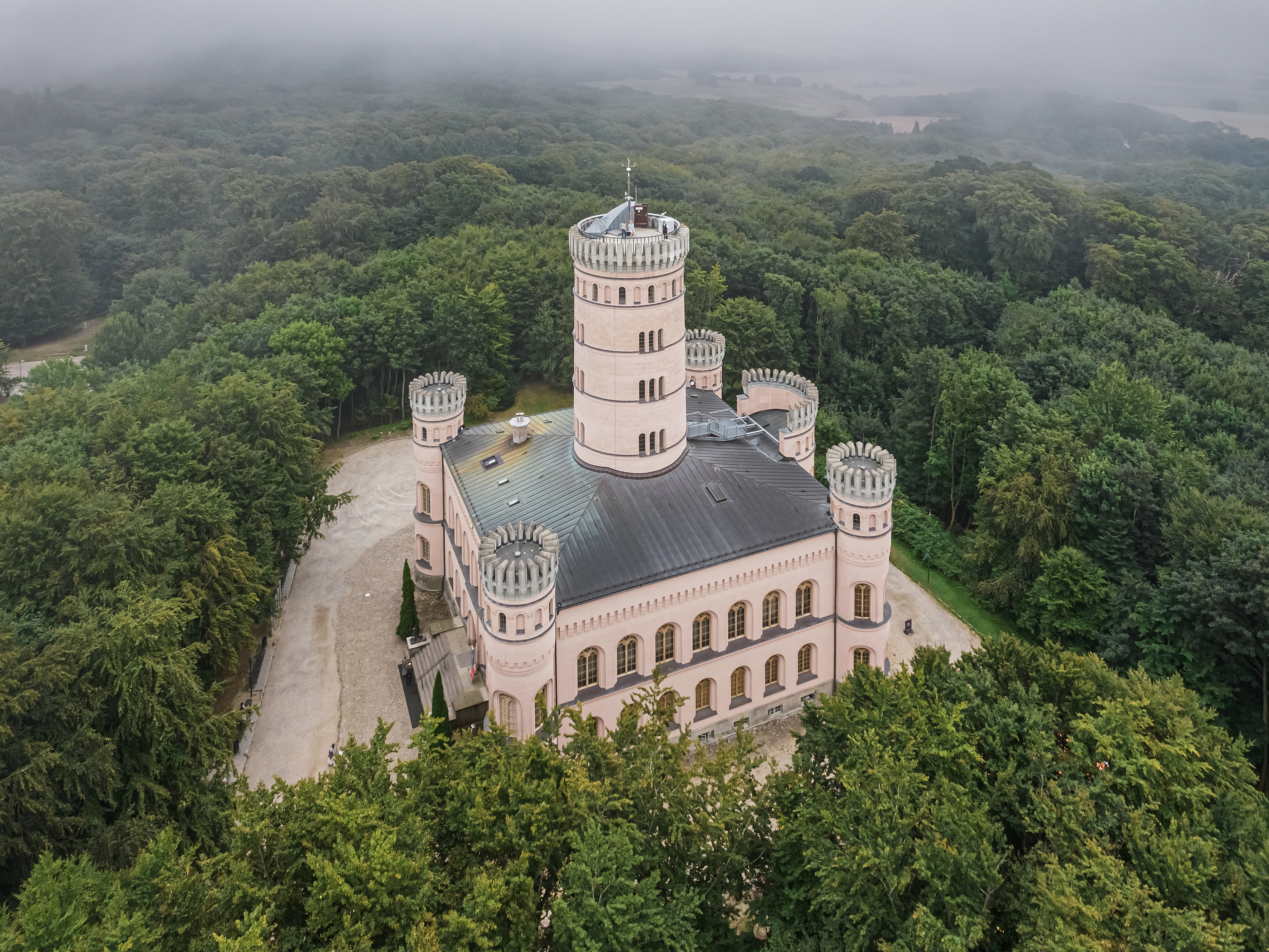
Jagdschloss Granitz

## Literatur

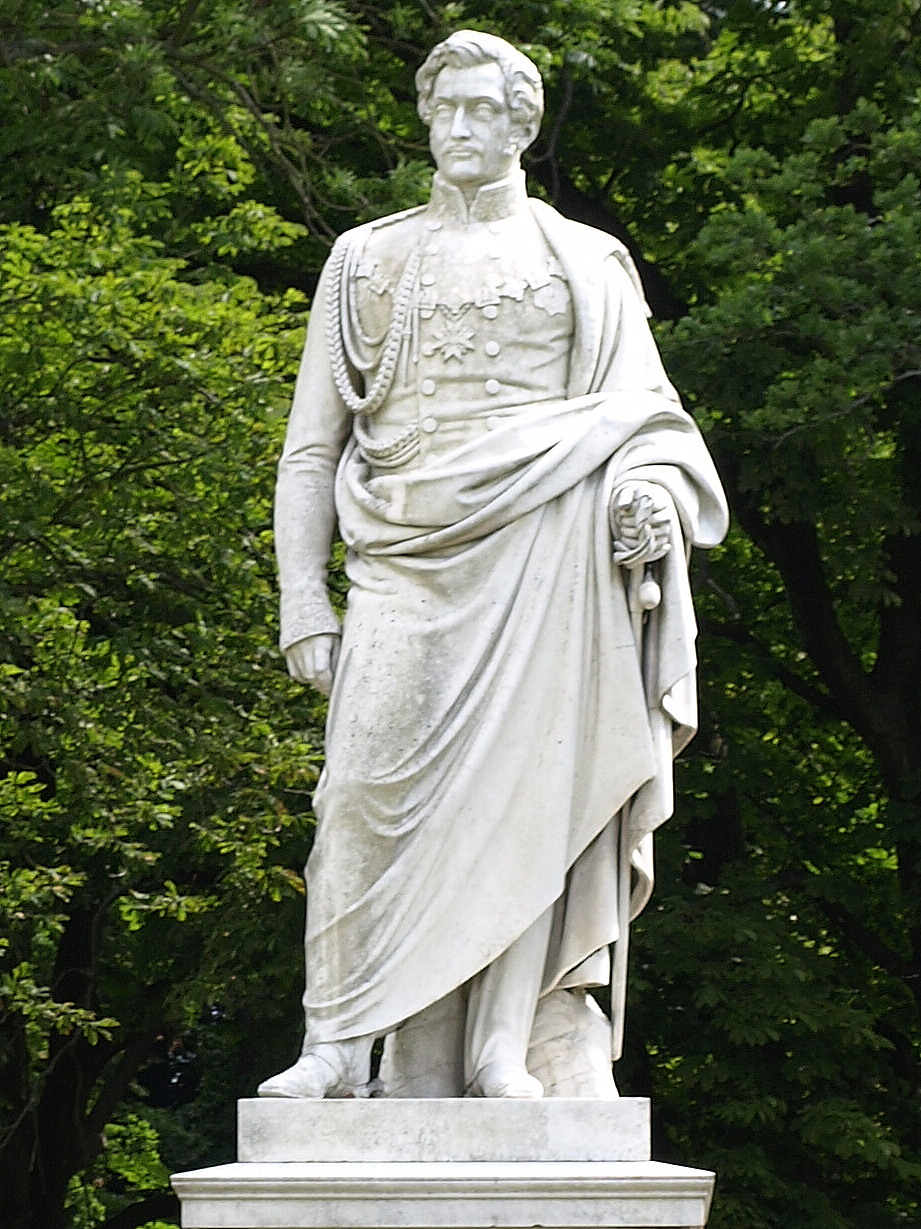
Denkmal des Fürsten Wilhelm Malte I. im Schlosspark Putbus, 1859 errichtet von Friedrich Drake